# Paspalum burmanii
Paspalum burmanii är en gräsart som beskrevs av Filg., Morrone och Fernando Omar Zuloaga. Paspalum burmanii ingår i släktet tvillinghirser, och familjen gräs. Inga underarter finns listade i Catalogue of Life.